# 満塁
満塁（まんるい）とは、野球やソフトボールで、本塁を除くすべての塁に走者が存在している状態をいう。テレビ等での中継ではフルベースという言葉が用いられることもあるが、これは和製英語である。英語では塁が埋まっている状態をbases loadedと表現する。

## 戦術
満塁では1本のヒットで2、3点入る可能性があり、得点機会がそれだけ大きいという点で攻撃側には非常に有利な場面と考えられる。しかし、ひとつの塁に複数の走者を置く事はできない為、打球が地面に落ちフェアボールとなった場合には、すべての走者が塁の占有権を失いフォースの状態となり、進塁の義務が発生する。そのため守備側は、アウトカウントおよび得点の可能性に応じて任意の塁に送球して走者をフォースアウトにできるので、守備側にとっても有利な場面といえる。また、本塁でもフォースプレイになることからスクイズプレイを成功させることも難しくなる。
3人の走者が（しばしば巧妙に間隔を置いて）盗塁を試みる三重盗（トリプルスチール）という戦術もあるが、三塁走者が単独本盗するのと同等以上の難易度の高い作戦である。

## 押し出し
満塁時に四死球が出た場合、打者を含む全ての走者に1個の安全進塁権が与えられる。三塁走者は本塁へ進むので攻撃側に1点が与えられる。これを押し出しと言い、この時四死球を選んだ打者には打点が付く。

## 満塁策
英語では満塁策を"Intentional walk to load the bases"という。
守備側が上述のような利点を生かすため、三塁に走者がいる場合（三塁、二・三塁、または一・三塁）、意図的に満塁にする戦術を採ることがある。この戦術を満塁策（まんるいさく）という。
投手は故意四球（いわゆる「敬遠」）もしくはそれに近い形で打者に対して四球を与えて、塁を埋めるのが一般的である。『江夏の21球』でも、この作戦が見られた。
特に9回裏の、一打サヨナラで1点も与えるわけにはいかない・何としても延長戦に持ち込まねばならない場面で見られることが多く、その場合は前進守備や外野手の一人を内野に置くなどのシフトが採用されることがあるが、左投げの投手が右打者を敬遠して次の左打者で勝負するといった、単純な相性の問題で行われることも多い。
打者が策に嵌まり内野ゴロに終わればフォースプレーがしやすいために併殺を取ることが容易になるメリットがある一方、デメリットとして、失点のピンチに立つということから守備側の選手に対して重圧が掛かる、四死球での押し出し、野手の失策、暴投や捕手の後逸による本盗をされると1失点、まして長打を放たれれば走者一掃の大量失点もあり得る（サヨナラゲームは9回裏で1点リードされた瞬間に試合終了）。アメリカで60年間蓄積されたデータから取られた統計では、満塁策はメリットよりデメリットが大きく、その意義を疑問視する声もある。

## 満塁本塁打
走者満塁で打者が本塁打を打つと攻撃側には一挙に4点が与えられる。これを満塁ホームラン（満塁弾）、あるいはグランドスラムと呼び、本塁打の中でも特に華々しいものとして評価される。

### 満塁本塁打に関する記録
日本のプロ野球
- 通算最多満塁本塁打 - 22本、中村剛也
- シーズン最多満塁本塁打 - 5本、西沢道夫（1950年）
- 1試合最多満塁本塁打 - 2本、飯島滋弥（1951年10月5日）、二岡智宏（2006年4月30日）、山川穂高（2024年4月13日）
- 最年長満塁本塁打 - 43歳6か月、大島康徳（1994年5月4日）
- プロ野球初の満塁本塁打 - 岩田次男（1936年9月23日）
- プロ野球通算1000本目の満塁本塁打 - 谷真一（1984年7月4日）
- プロ野球通算2000本目の満塁本塁打 - 北川隼行（2009年6月8日）
- セントラル・リーグ通算1000本目の満塁本塁打 - 長野久義（2011年10月22日）※代打・逆転サヨナラ

メジャーリーグ
- 通算最多満塁本塁打 - 24本、アレックス・ロドリゲス
- シーズン最多満塁本塁打 - 6本、ドン・マッティングリー（1987年）、トラビス・ハフナー（2006年）
- 1試合最多満塁本塁打 - 2本、トニー・ラゼリ（1936年5月24日）など13人（詳細は英語版Wikipediaを参照）
  - 1イニング2満塁本塁打 - フェルナンド・タティス（1999年4月23日）
  - 左右両打席満塁本塁打 - ビル・ミラー（2003年7月29日）
- 初打席初球満塁本塁打 - ケビン・クーズマノフ（2006年9月2日）、ダニエル・ナバ（2010年6月12日）
- 最年長満塁本塁打 - 46歳10か月、フリオ・フランコ（2005年6月27日）

## その他
- 満塁の場面で適時打を放つ事が多い選手を俗に満塁男という。駒田徳広、藤井康雄らがこのように呼ばれた。満塁に強いことを数字で表現するために「満塁打率」という言葉が使われることがある。
- 満塁のランナーを3人とも還す適時打のことは、「3点タイムリー○塁打」ではなく「走者一掃のタイムリー○塁打（走者一掃打）」と呼ぶことが多い。（同様にランナーが2人の場合であった場合の2ランタイムリーヒットや3ランホームランでも「走者一掃」という表現を使うことがある）